# Sportåret 1817

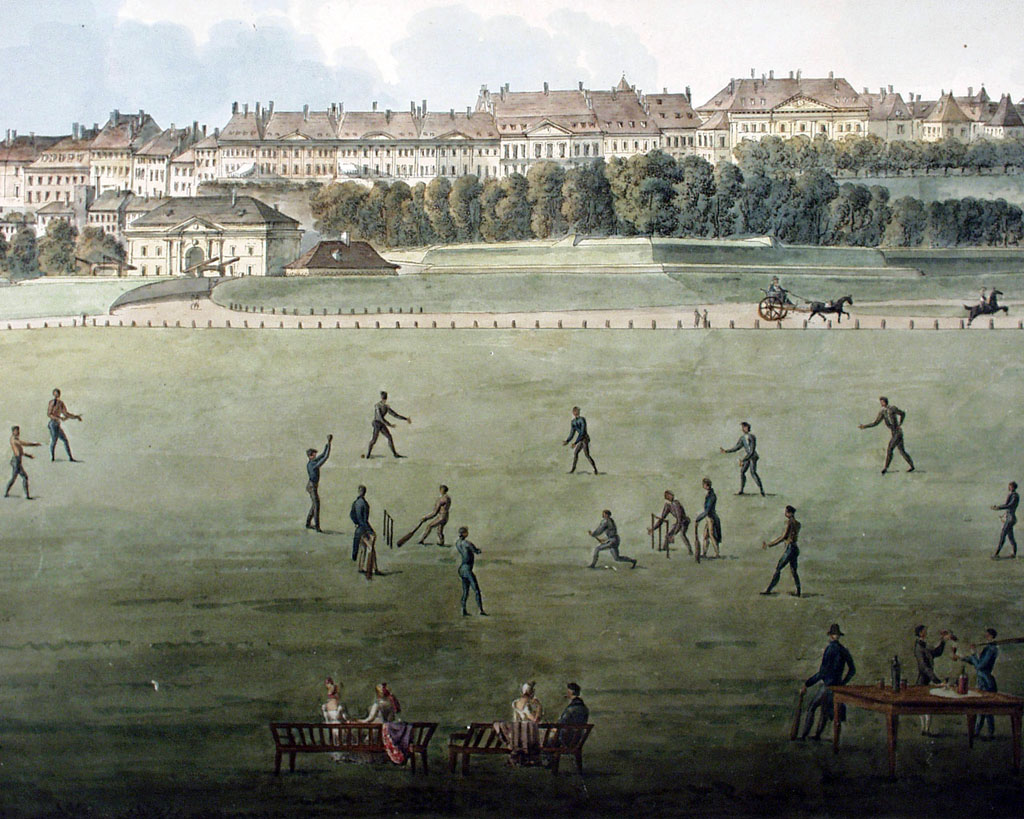
Målning föreställande cricketspelare i Plaine de Plainpalais i Genève 1817.

## Händelser

### Boxning
- Tom Cribb behåller den engelska mästerskapstiteln i tungvikt, men bara uppvisningsmatcher finns registrerade för honom under året.[1]

- 6 maj – Tom Cannon besegrar Dolly Smith i Shirley Common. Matchen varar i en timme och fyra minuter över 60 ronder.[2]

- 27 juli – Jem Ward besegrar George Webb i Limehouse Fields. Matchen varar i tre minuter över en rond.[3]

- 9 september – Tom Spring besegrar Jack Stringer i Moulsey Hurst. Matchen varar i 39 minuter över 29 ronder.[4]